# يونديونغهو
يونديونغهو Yeondeunghoe ( الكورية : 연등회; هانجا : 燃燈會; النطق الكوري: [jʌndɯ̽ŋɦø] ) هو مهرجان إضائة الفوانيس في كوريا للاحتفال بعيد ميلاد بوذا. يتم تحديد تاريخ الاحتفال في التقويم القمري الكوري باعتباره اليوم الثامن من الشهر القمري الرابع.   تتم كتابة الترجمة الإنجليزية لاسم المهرجان كـ Yeondeunghoe أو Yeon Deung Hoe أو Yeondeung Hoe. وبالمثل فإن الترجمة الإنجليزية الدقيقة للكلمات "Yeon" و"Deung" و"Hoe" تتنوع مع معاني مقترحة مثل "مهرجان فوانيس اللوتس" و"إضاءة الفانوس".  حيث تمثل الفوانيس" النور والأمل والوحدة". 

## الاصل
يعود اصل الاحتفال إلى تاريخ يمتد إلى 1200 عام،  تشير السجلات إلى الحدث الذي وقع في معبد هوانغنيونغسا، الذي يقع في جيونجو عام 866 خلال عهد أسرة شيلا (57 قبل الميلاد - 935 م).   كانت مهرجانات الفوانيس في شيلا عبارة عن مزيج من عروض الفوانيس البوذية وطقوس الأسلاف لإله التنين لحماية المزارعين والأمة.  تتميز بداية المهرجان بطقوس الاستحمام في الماء لتمثال بوذا عندما كان طفل. يتم استخدام اداة خاصة لسكب الماء على رأس وأكتاف صورة بوذا. 

## الفوانيس
في المعابد البوذية والمنازل الخاصة والمسيرات يتم عرض الفوانيس، التي تكون بجميع الأشكال والأحجام. تشمل موضوعات الفانوس الشائعة الطبول والرافعات والأسماك والزهور.  تكمن الجذور البوذية لمهرجان مصابيح اللوتس في تصميم الفانوس الأكثر إنتاج، ألا وهو زهرة اللوتس. في البوذية، يرتبط اللوتس بالكرامة والسمو وإيقاظ الطبيعة الحقيقية للمحب.  تعد ورش عمل فانوس زهرة اللوتس من المشاهد الشائعة في جميع المجتمعات التي تحتفل بالمهرجان، ليس فقط في كوريا الجنوبية، بل في جميع أنحاء العالم.

### مهرحان 2014
عام 2014 تضمنت إبداعات الفانوس شخصيات تاريخية مثل الملك سيجونغ وإنشاء نص الهانغول، وشخصيات كرتونية، وشخصيات مفصلة في الزي الكوري التقليدي، وطائر الفينيق، والتنانين، والنمور، وسفينة على الطراز الكوري ذات صواري متحركة. 

## معرض الصور

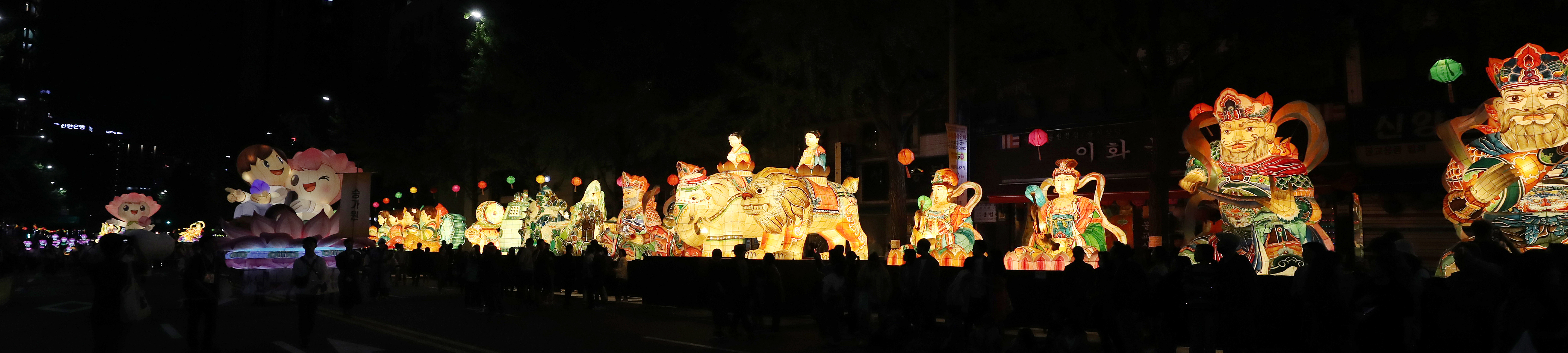
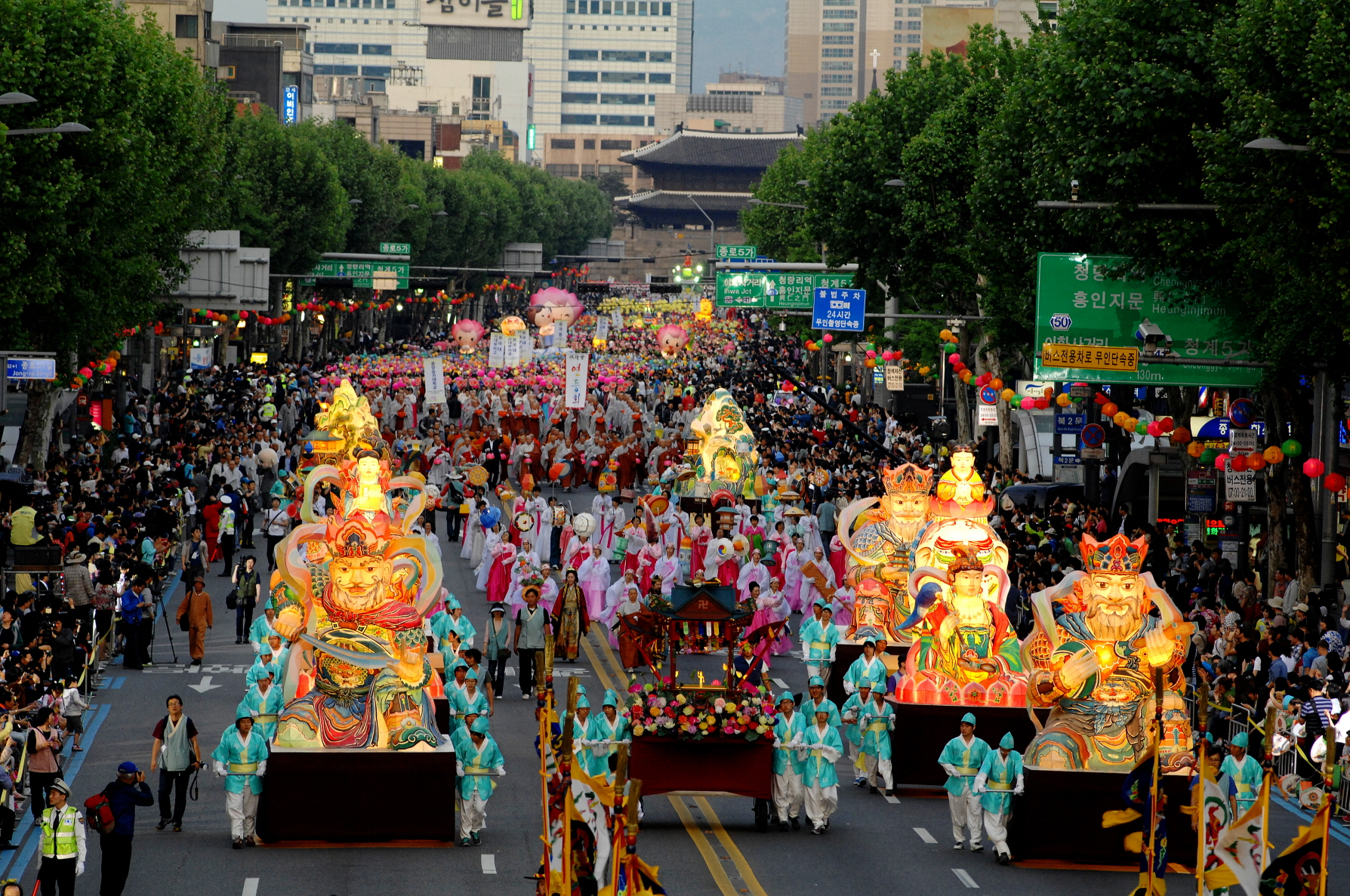
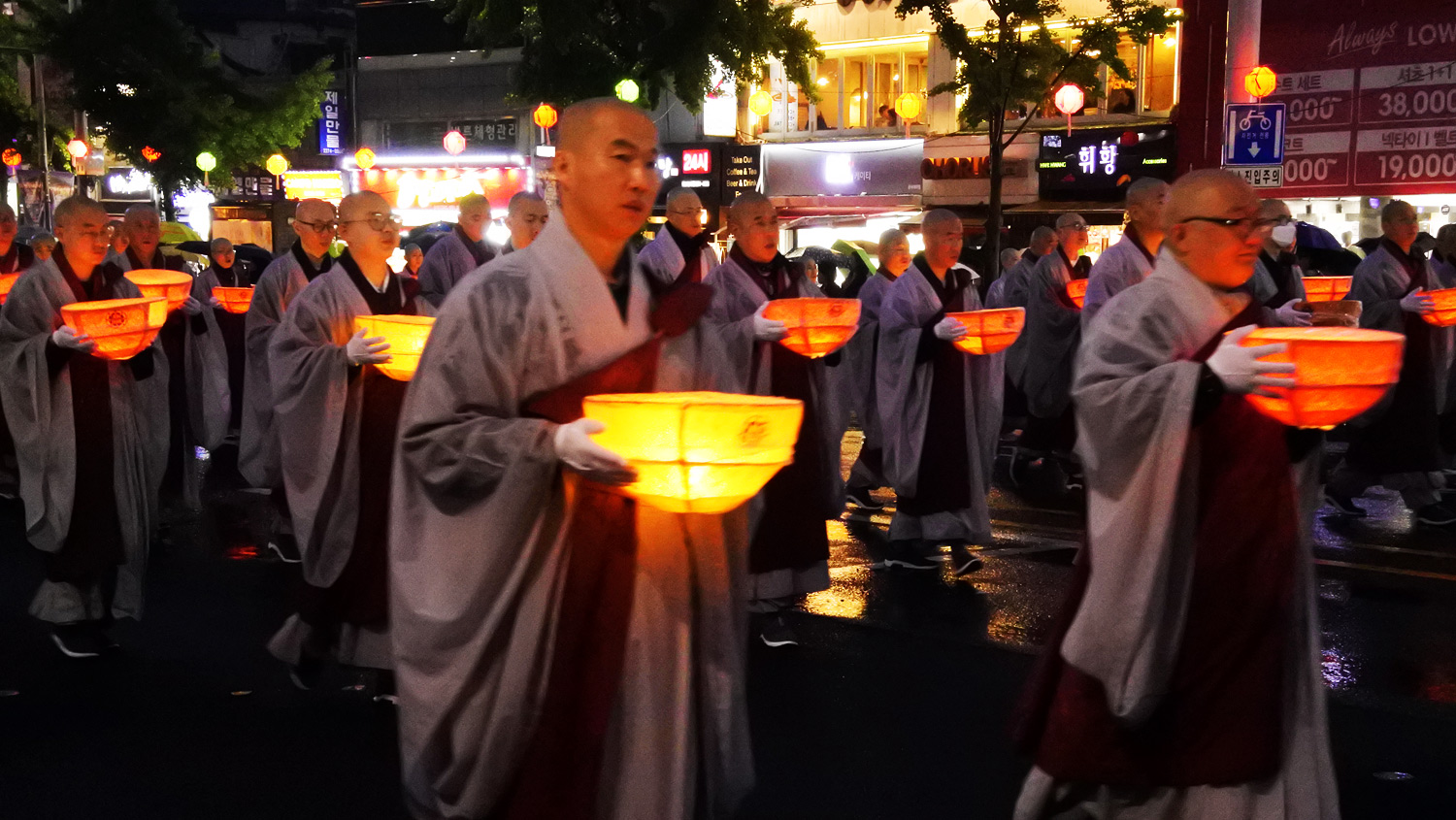
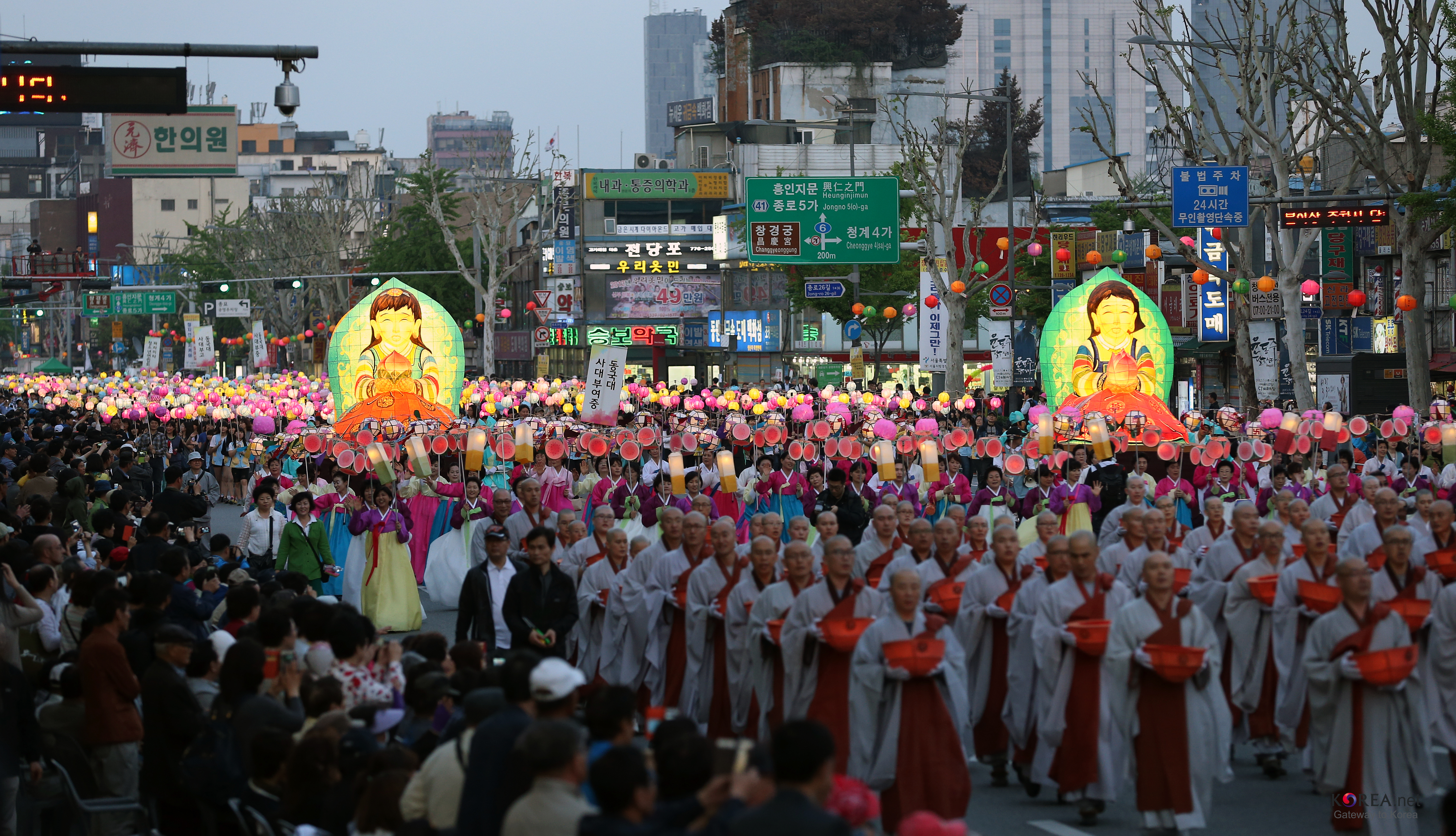
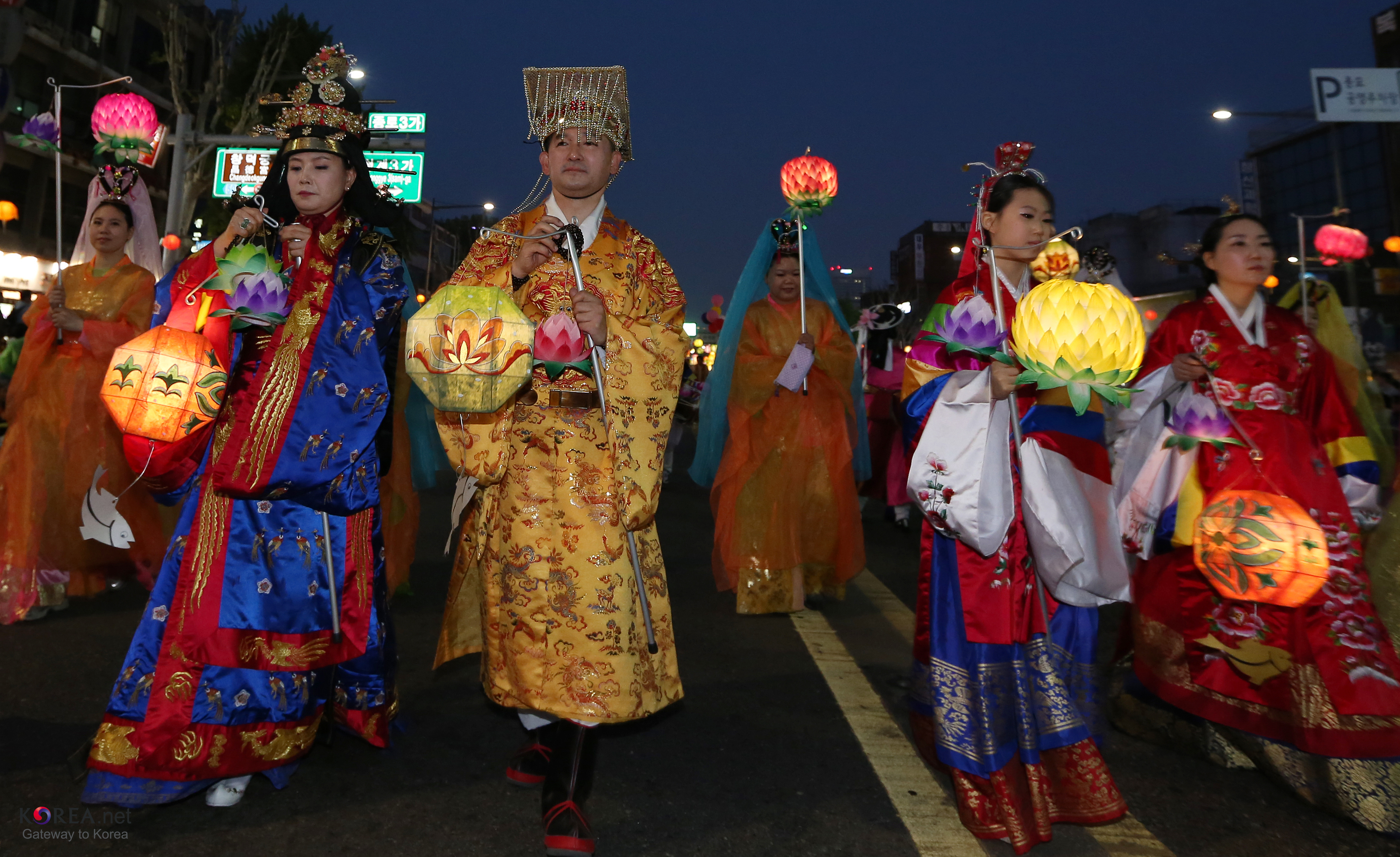
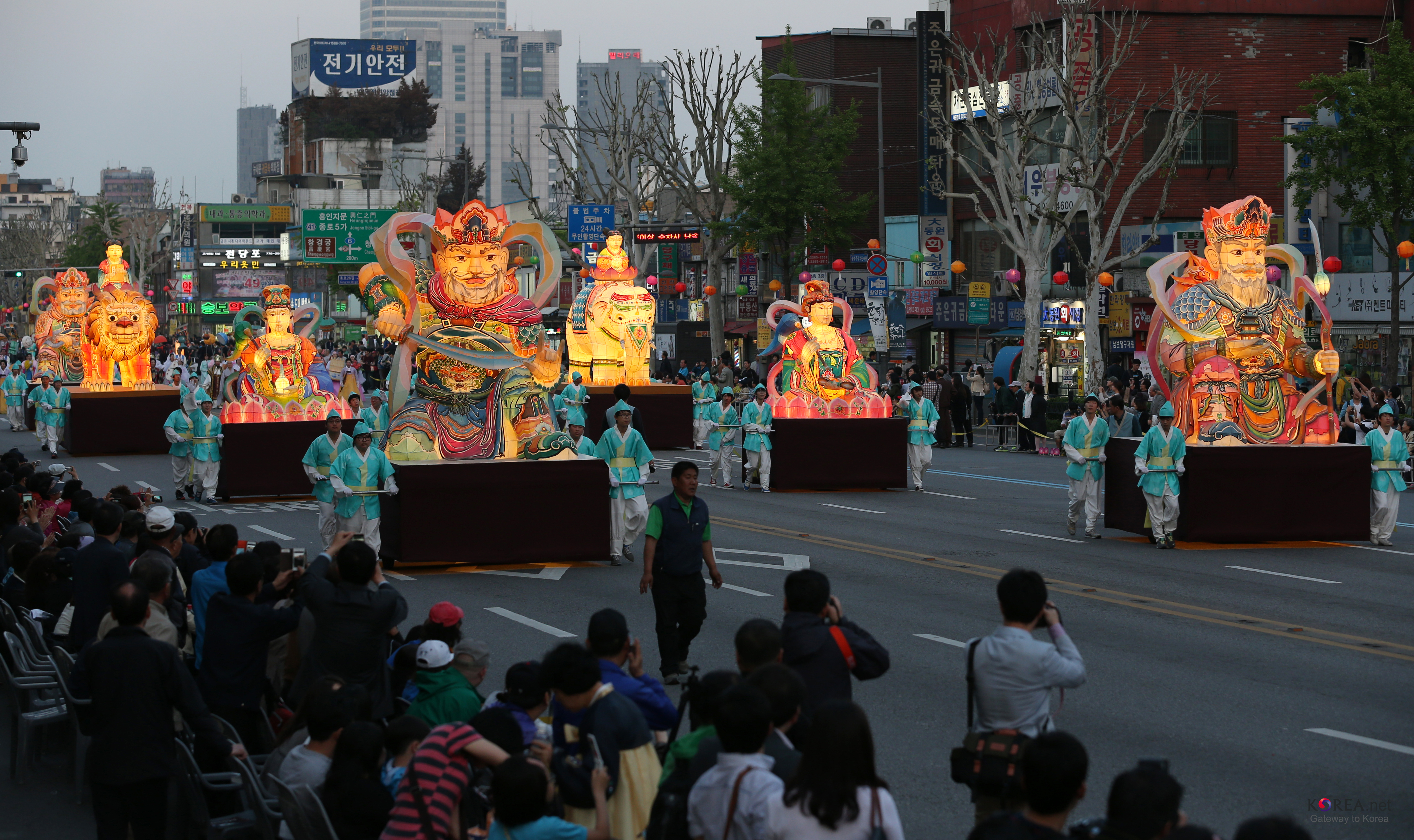
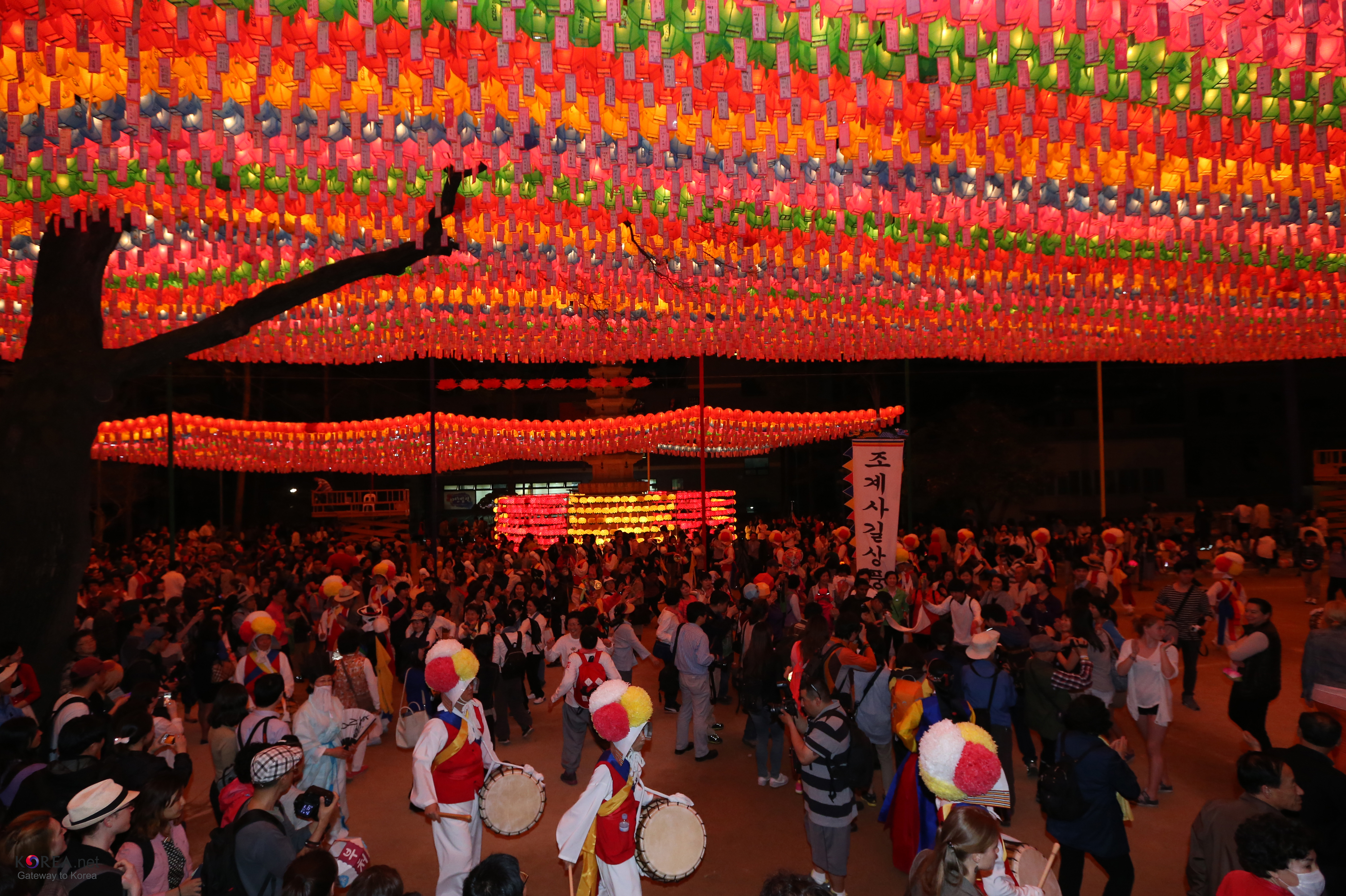
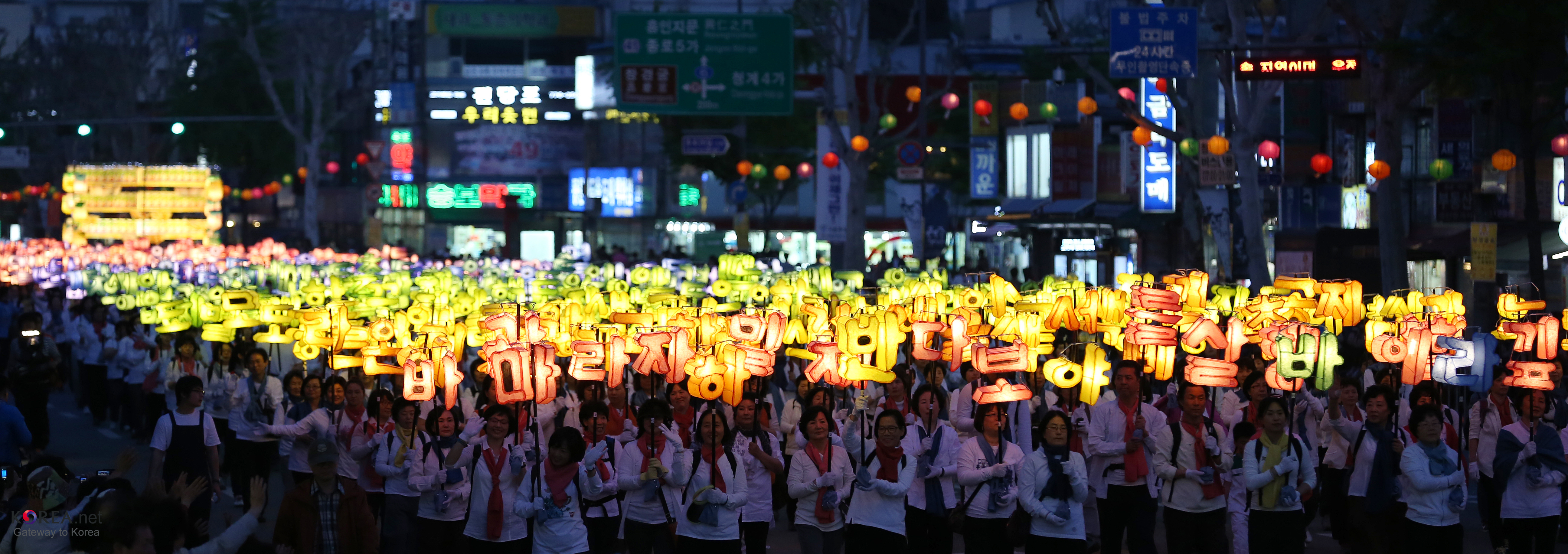
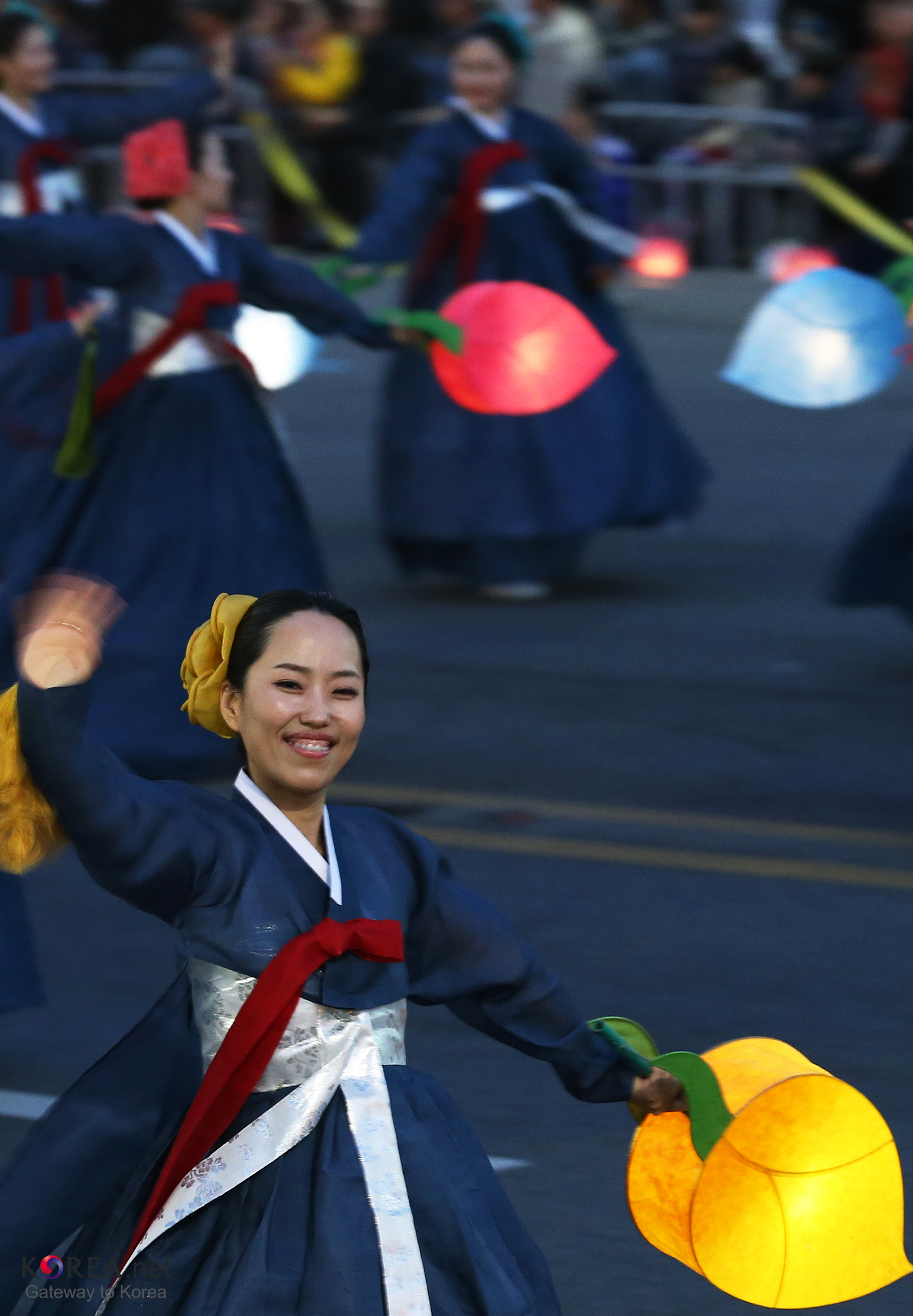
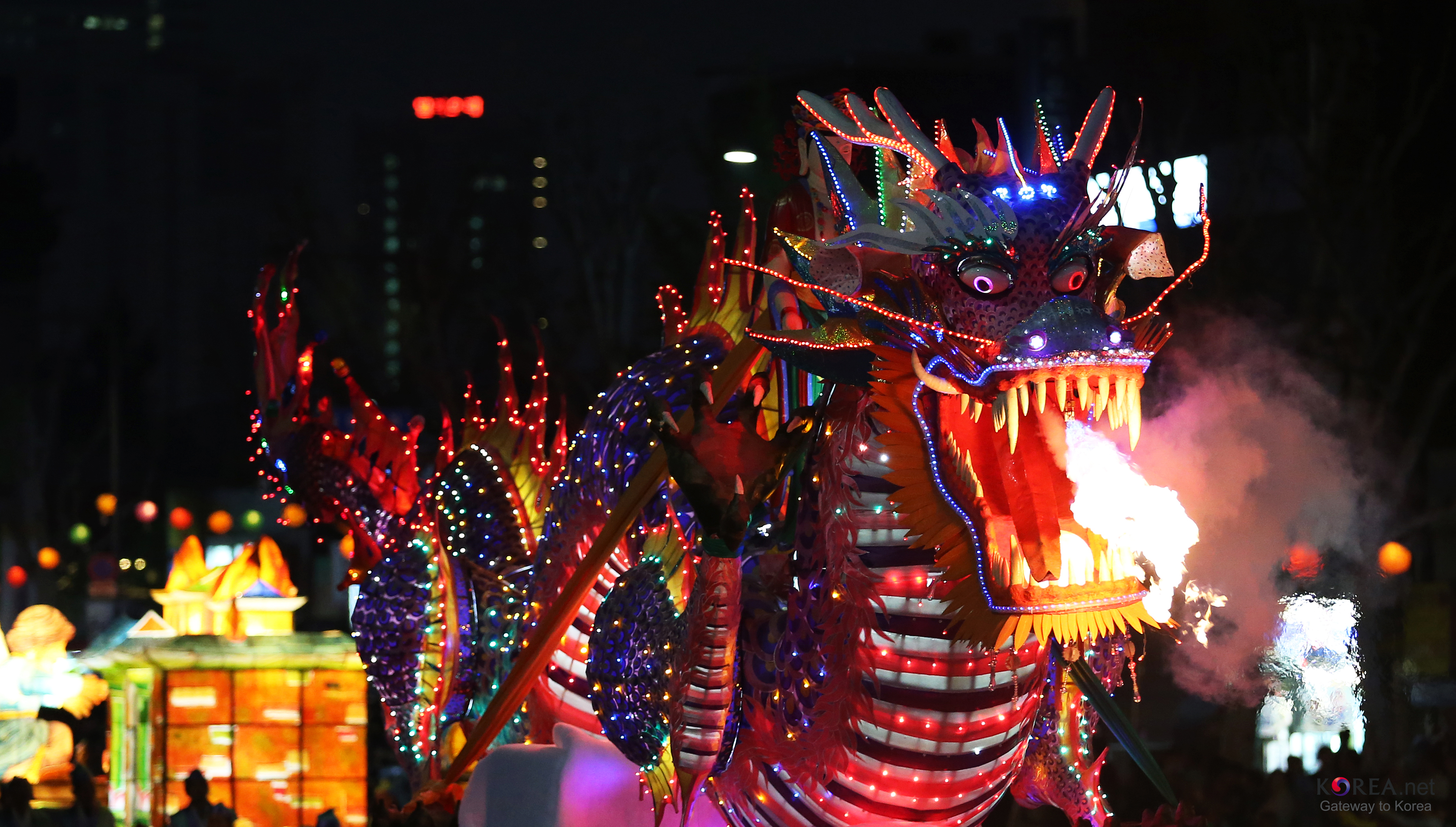
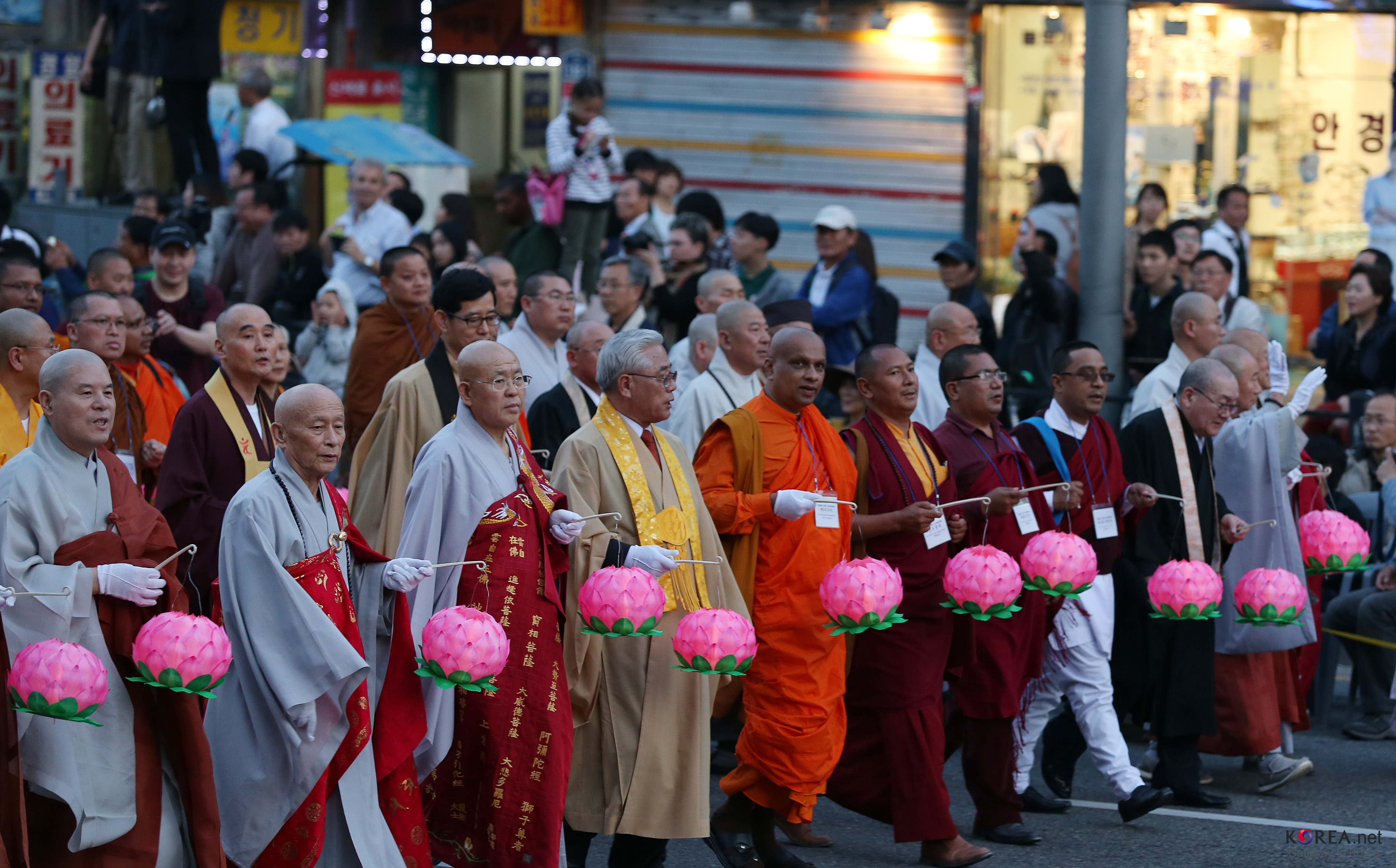
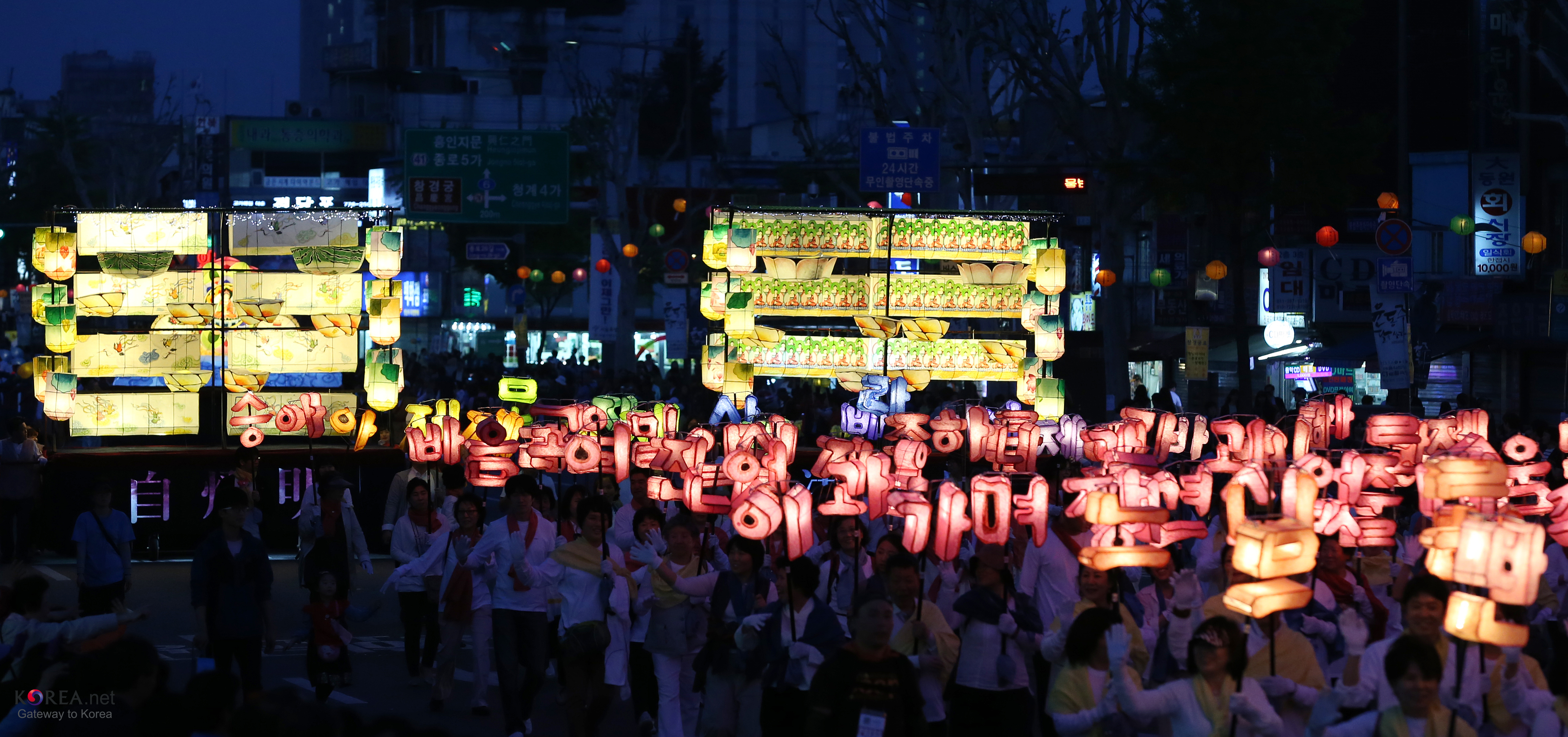
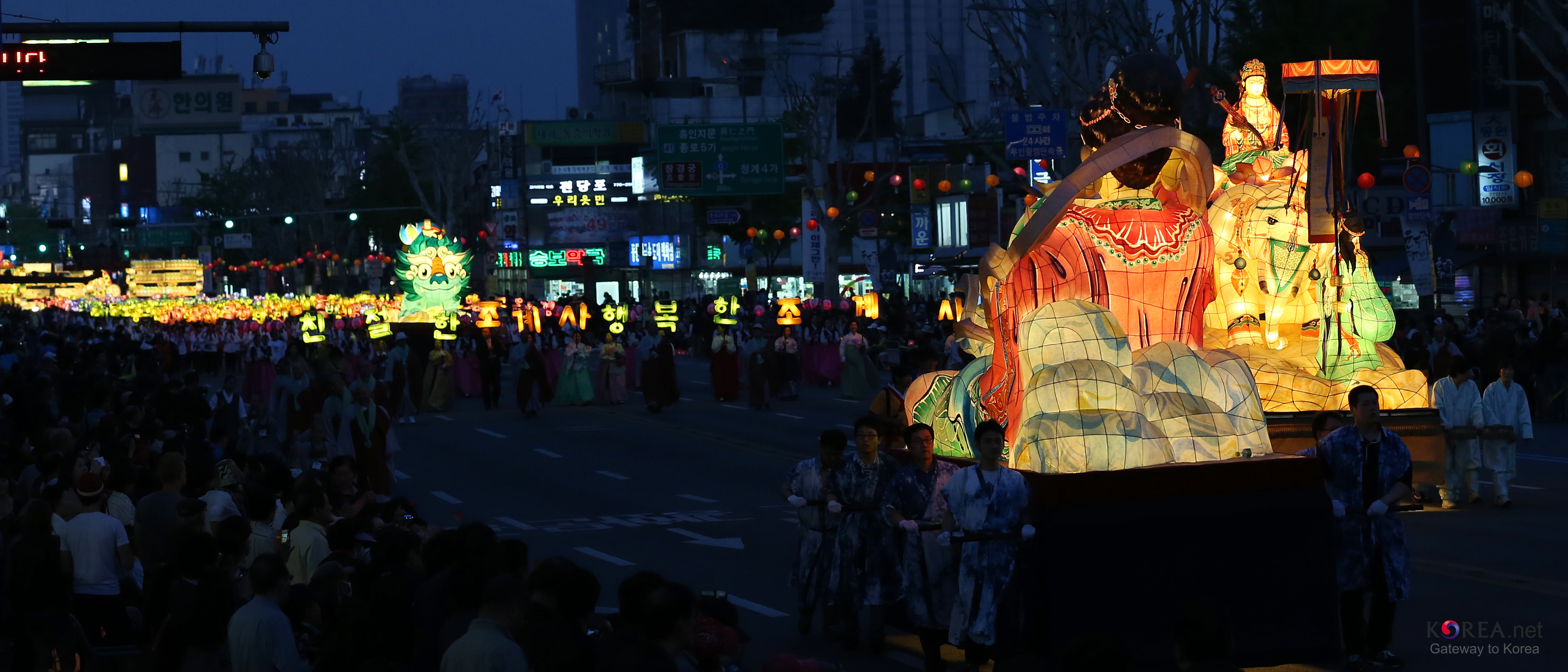
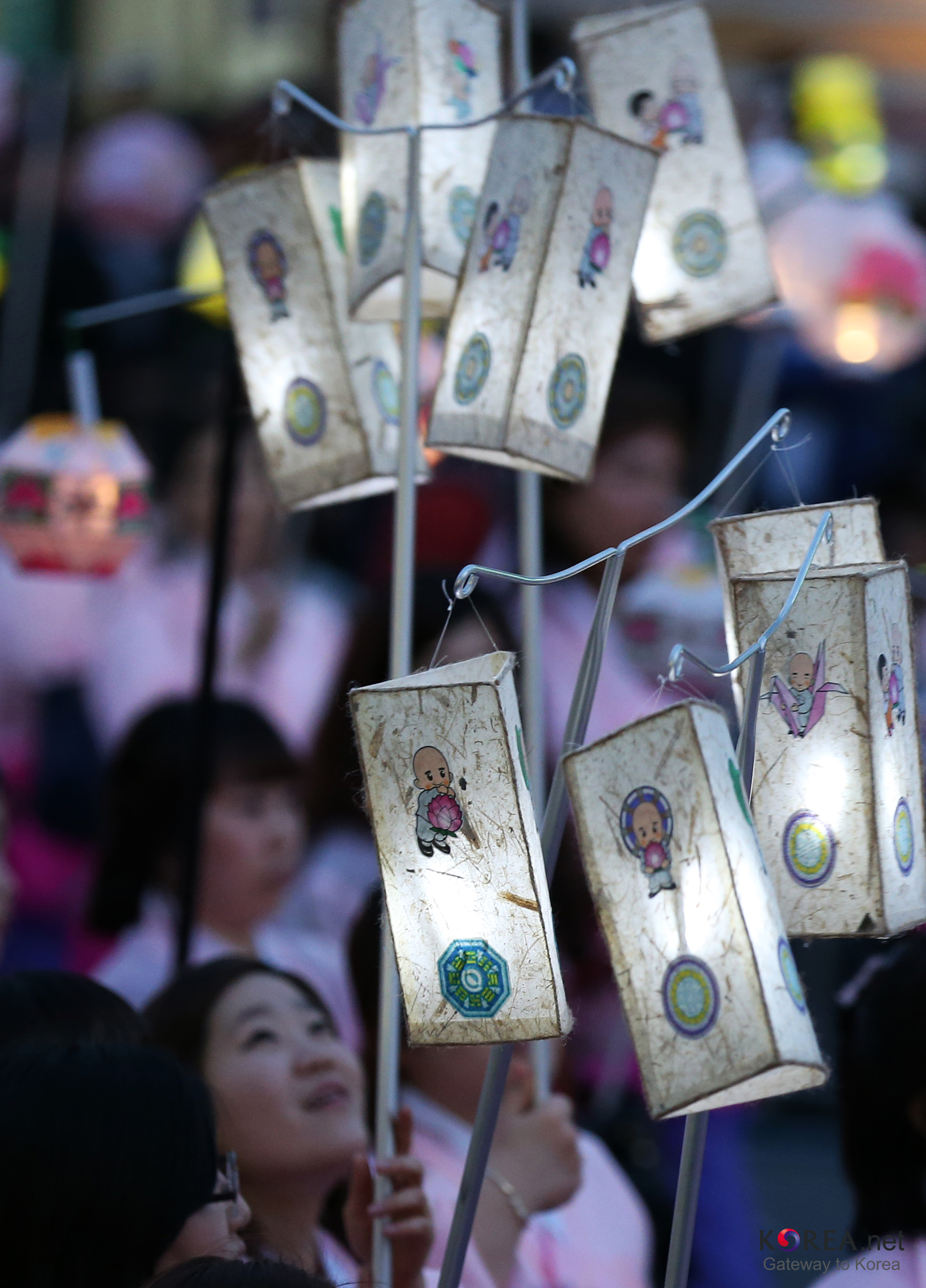
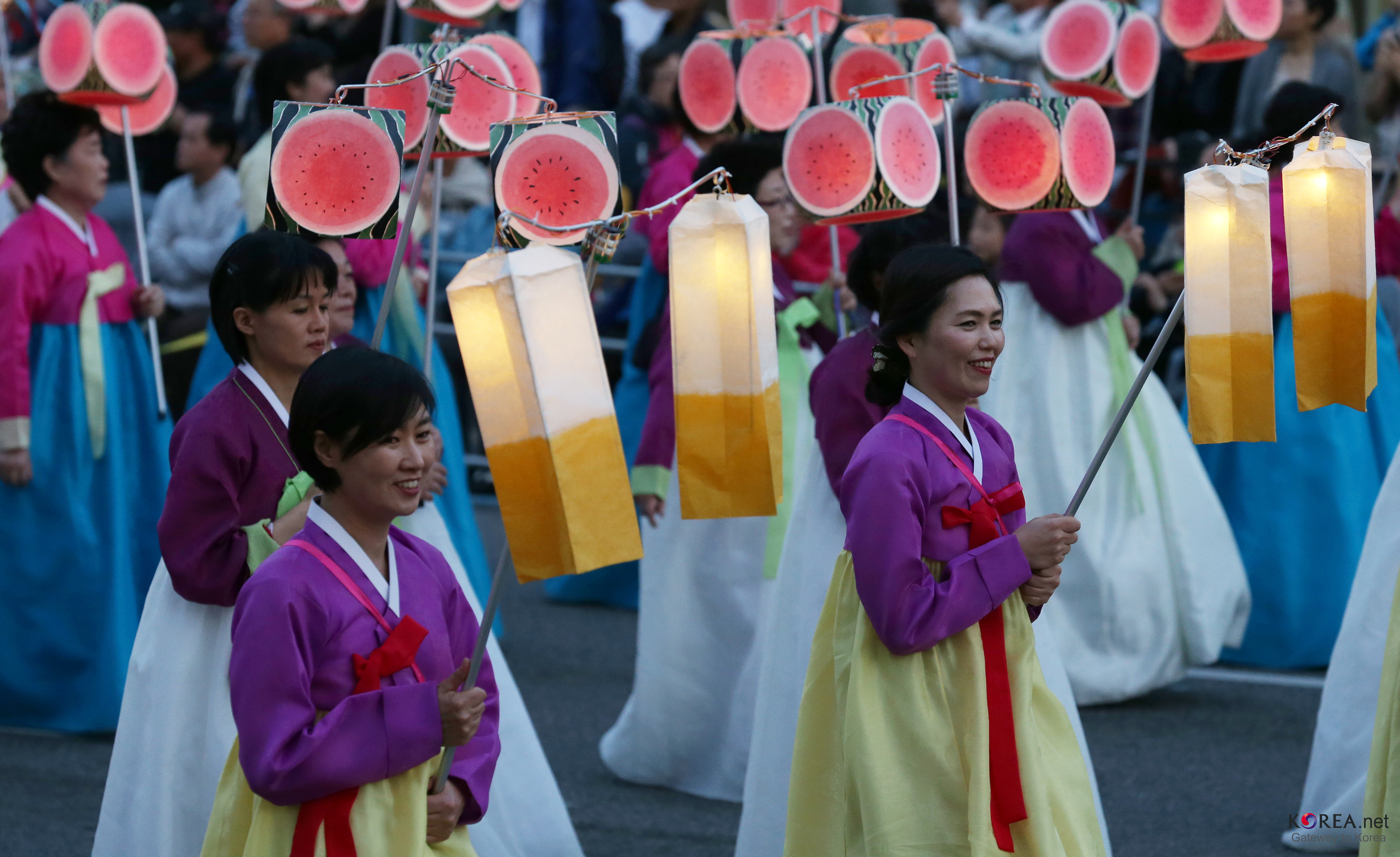
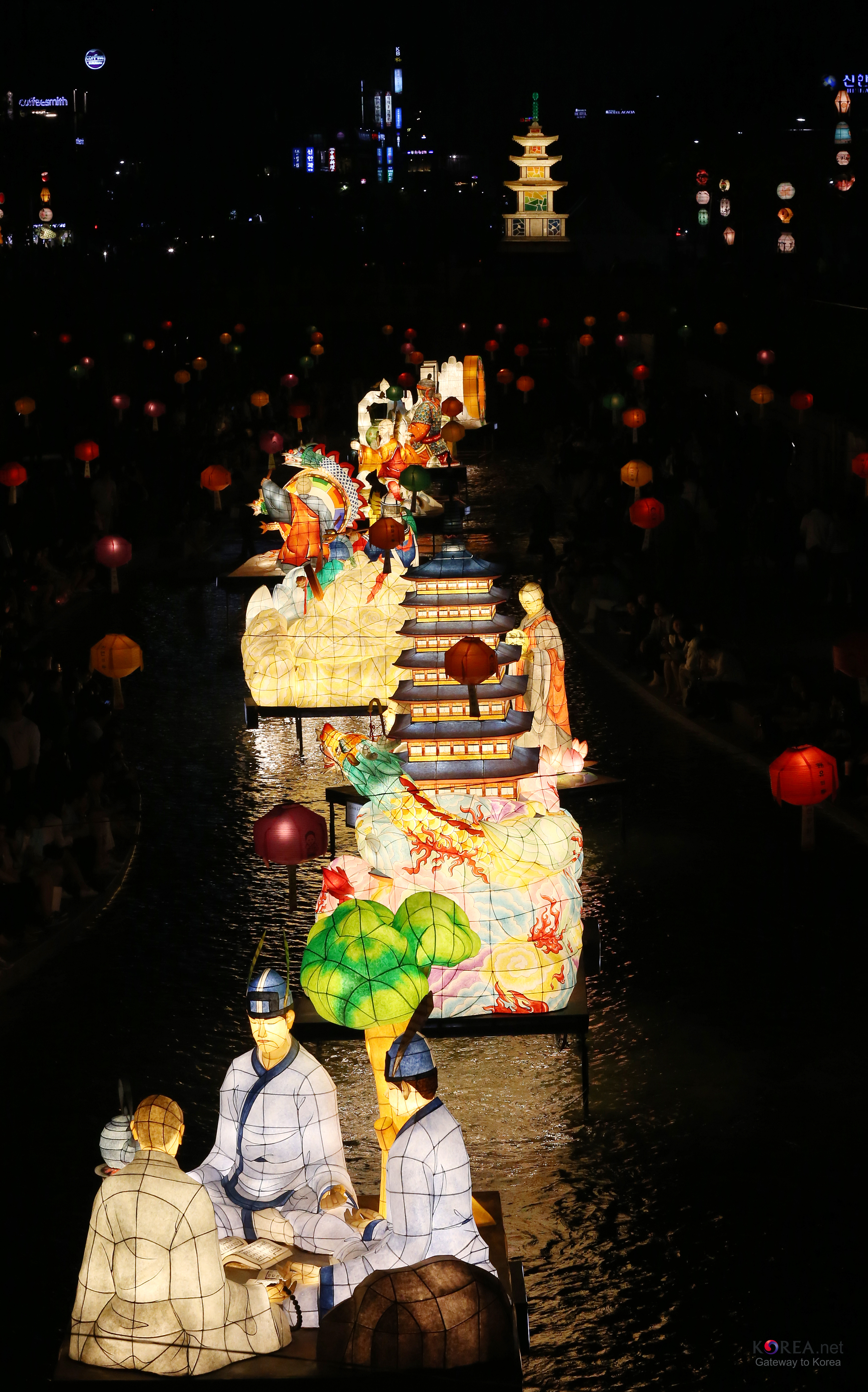
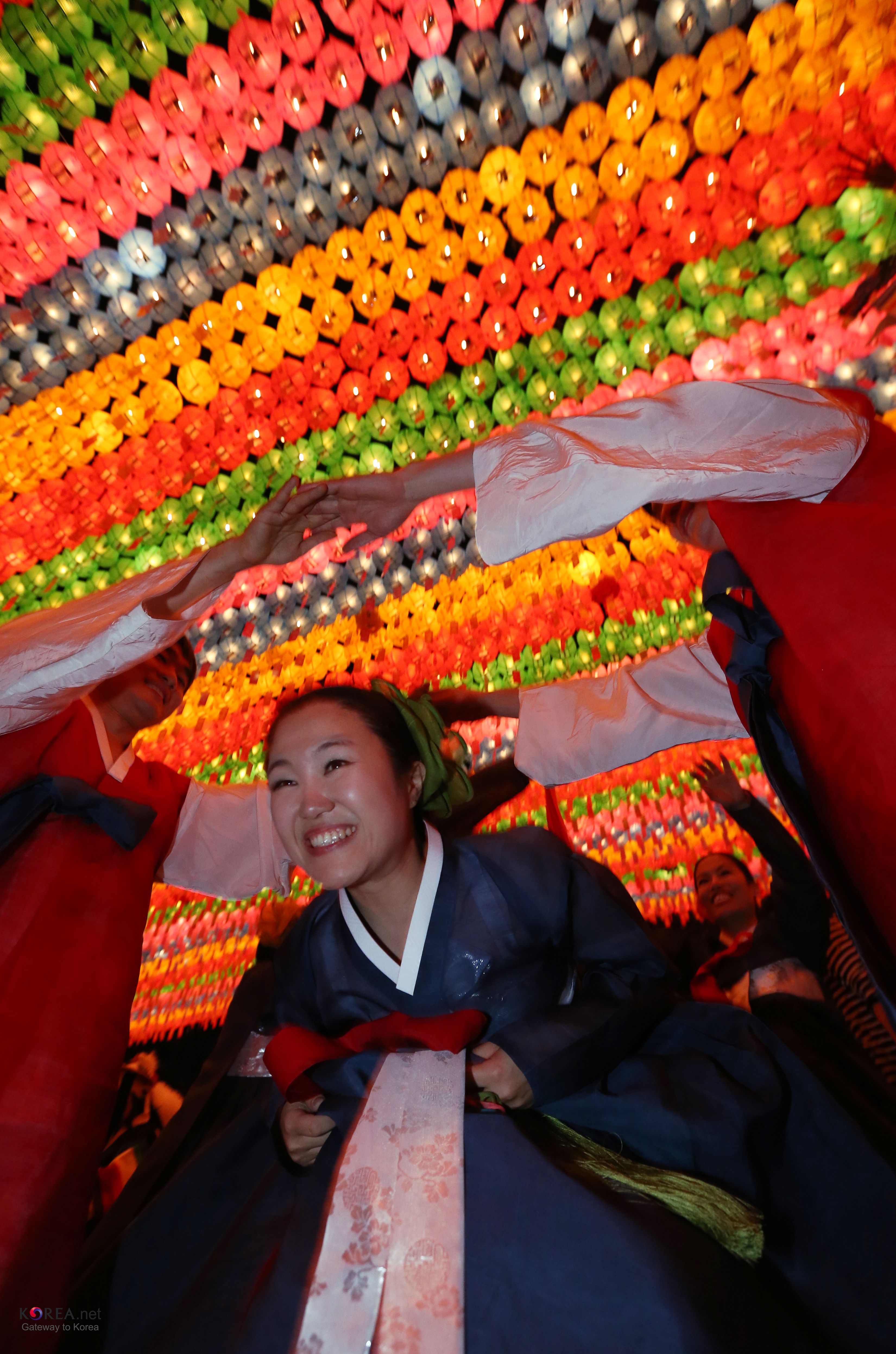
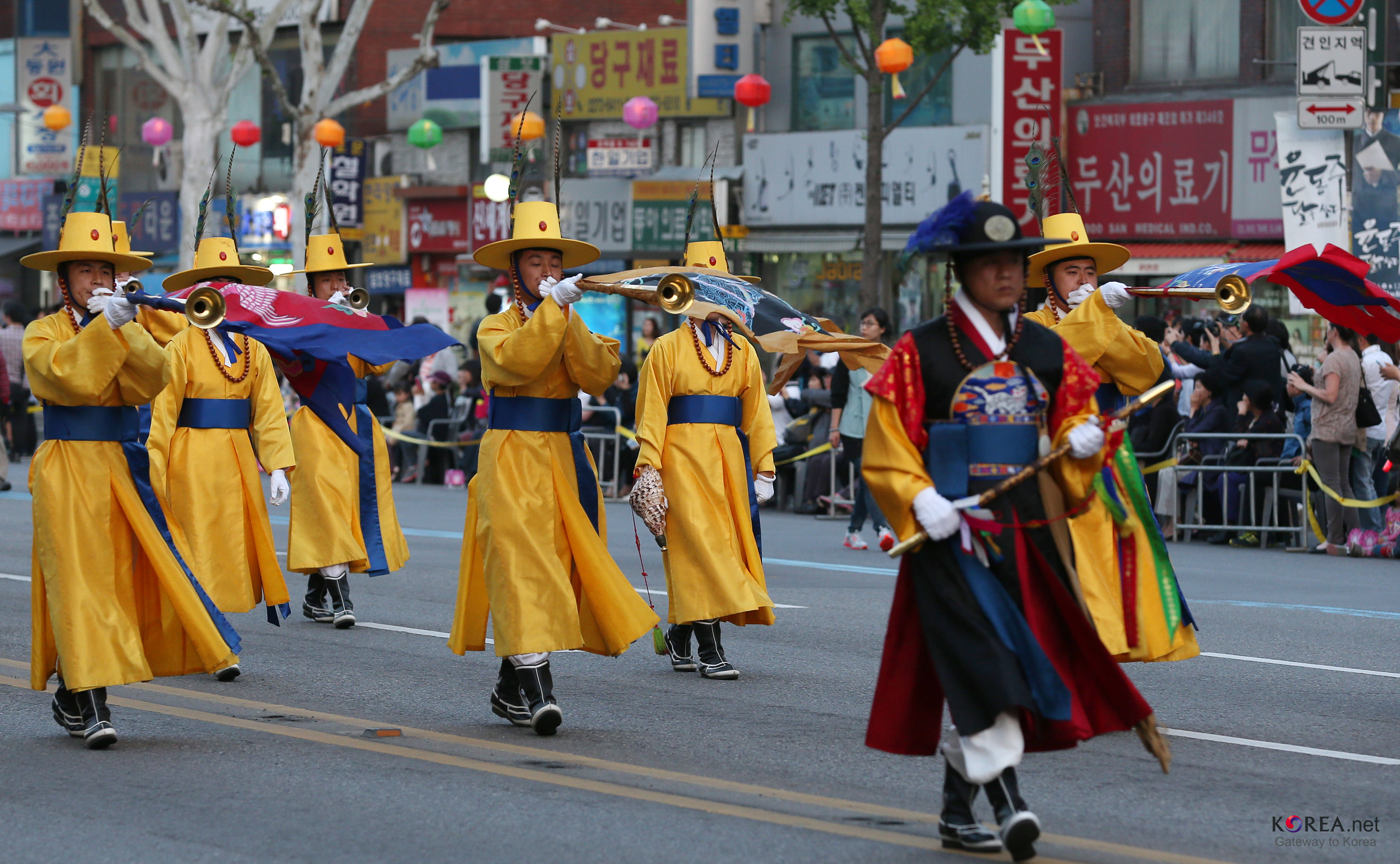
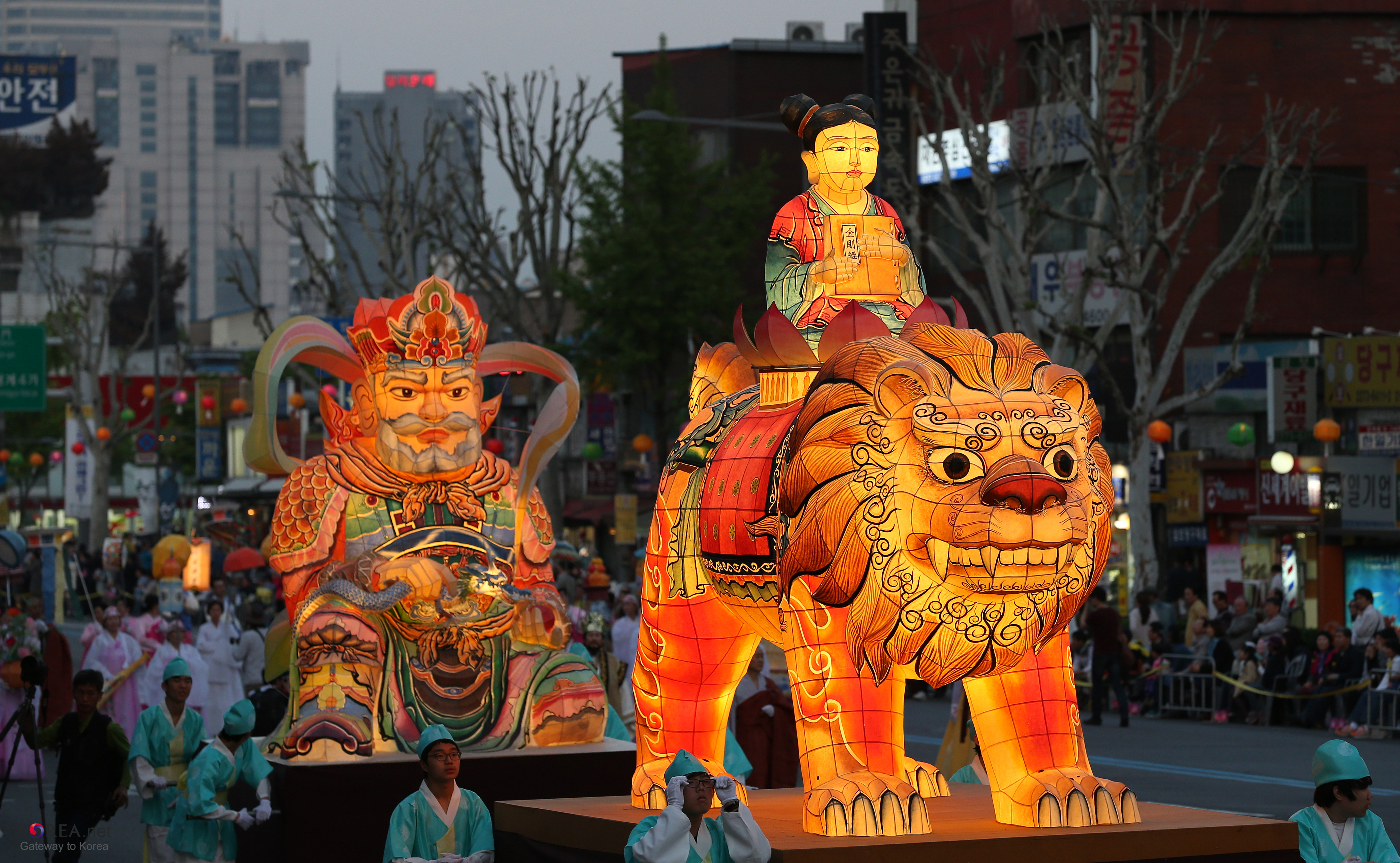
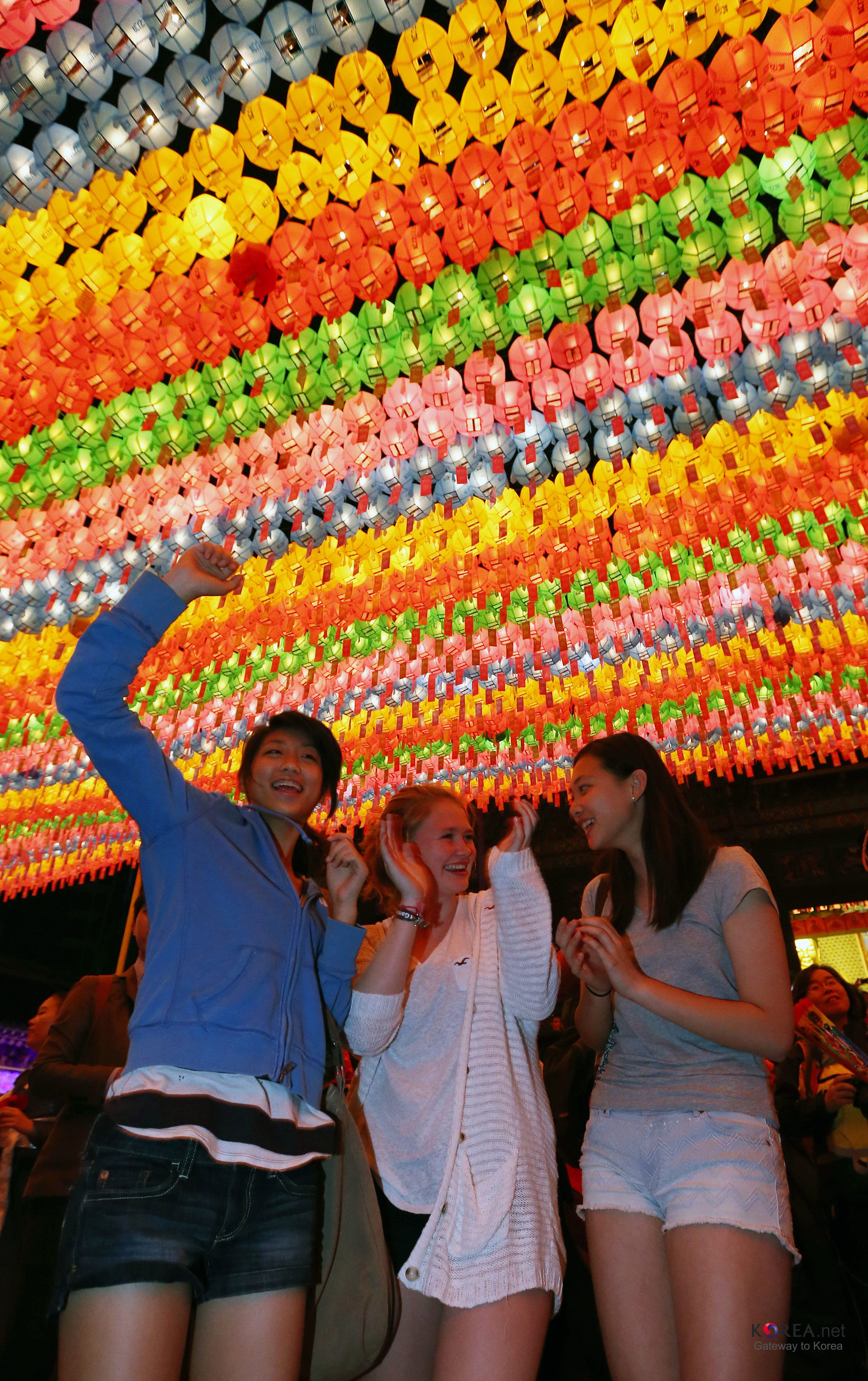
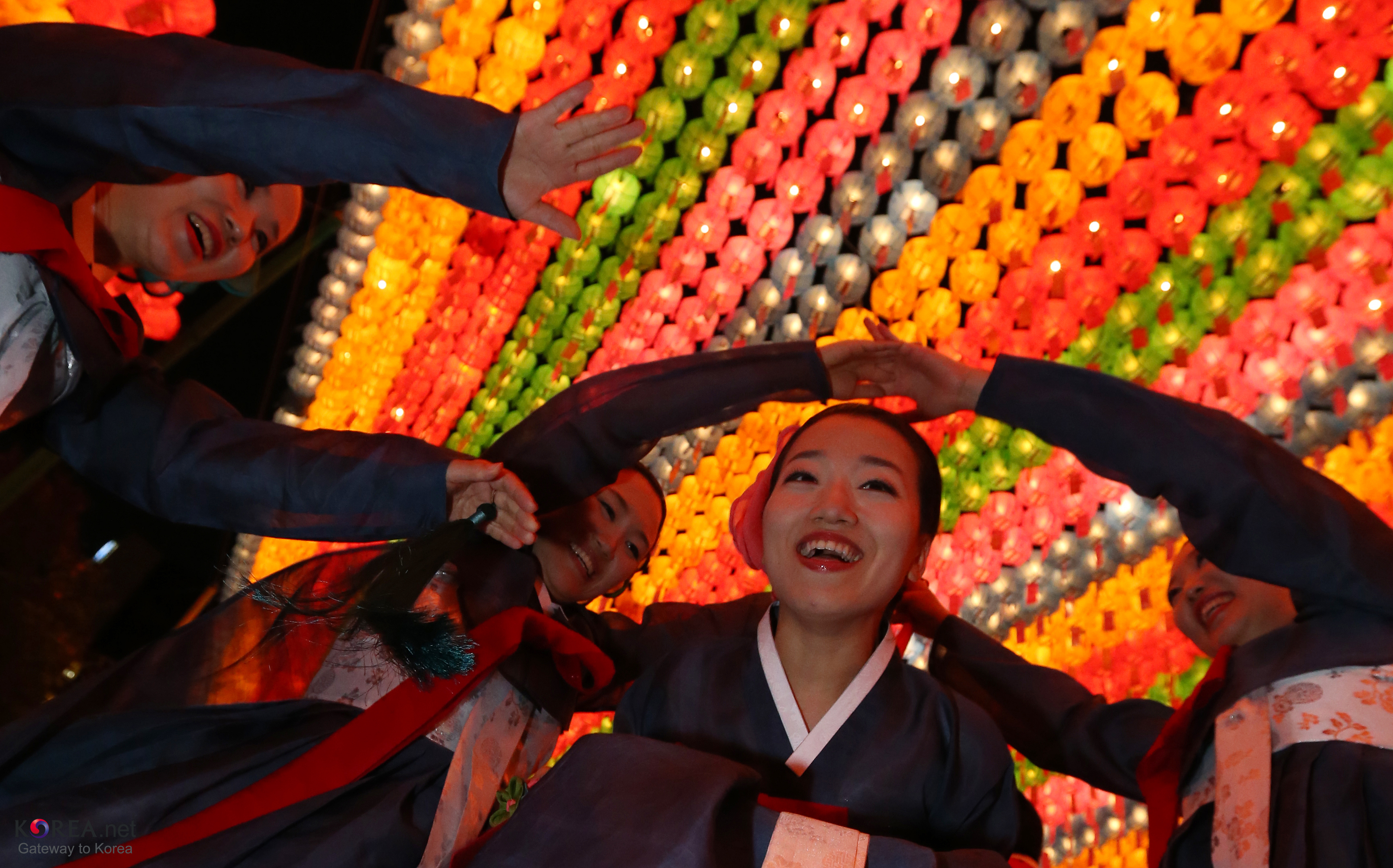
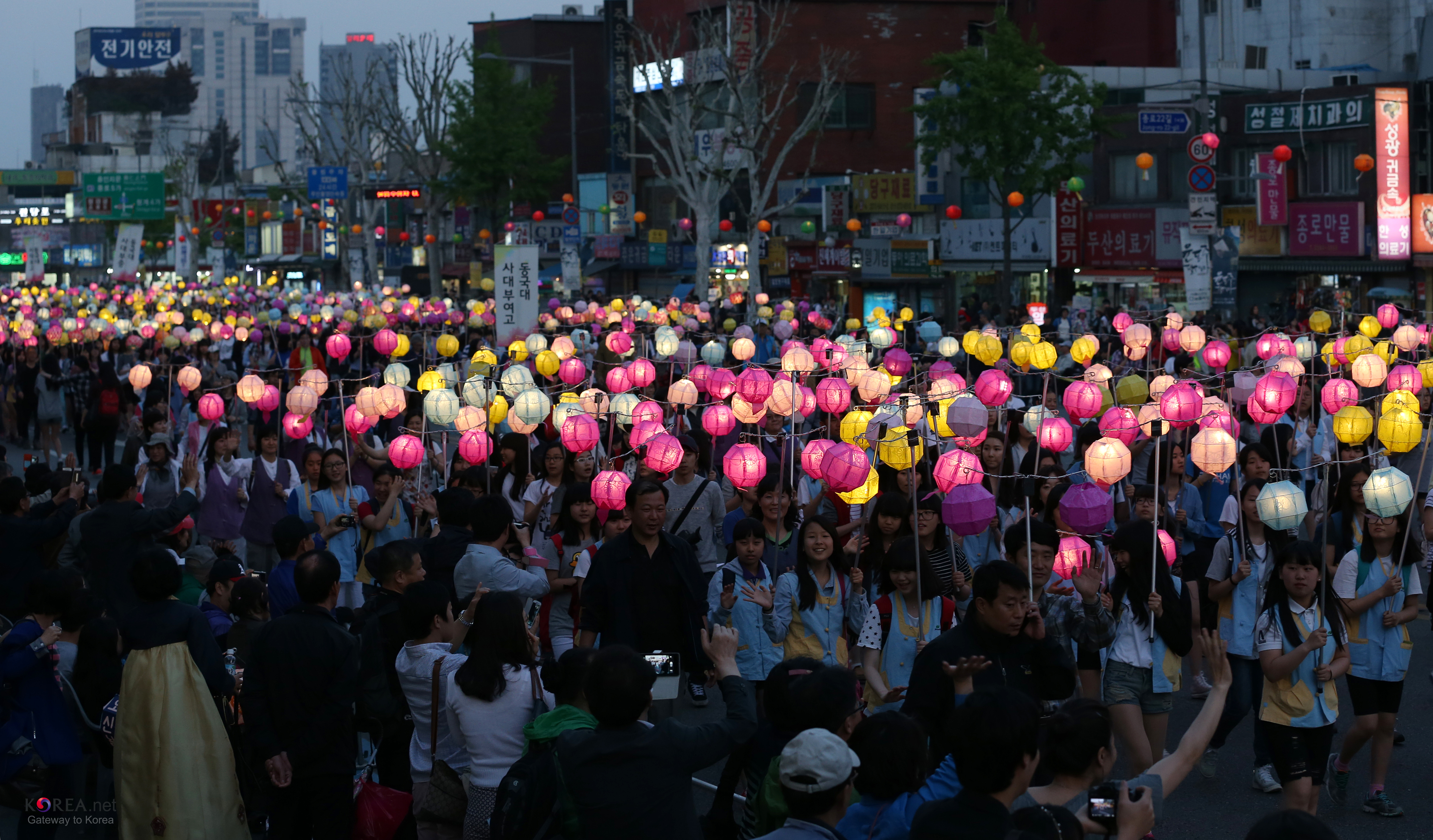

## أنظر أيضا
- موقع Yeondeunghoe بتمويل من الحكومة الكورية
- صفحة اليونسكو لYeondeunghoe